# 낮은협공
낮은협공은 제3선(실리선)에서 협공하는 수다. 한칸낮은협공, 두칸낮은협공, 세칸낮은협공 등이 있다.